# Microcystina atoni
Microcystina atoni – gatunek ślimaka z rzędu trzonkoocznych i rodziny Ariophantidae. Endemit Borneo.

## Taksonomia
Gatunek ten opisany został po raz pierwszy w 2021 roku przez Mohammada Effendiego bin Marzukiego, Thor-Seng Liewa i Jayasilana Mohd-Azlana na łamach „ZooKeys”. Jako lokalizację typową wskazano wzgórze koło drogi Skio w Jambusan w Gunung Batu w dystrykcie Bau malezyjskiego Sarawaku. Epitet gatunkowy nadano na cześć Zolkipliego Mohamada Atona, w uznaniu jego wkładu w ochronę dzikiej przyrody.

## Morfologia
Ślimak o bardzo małej, cienkiej muszli wysokości poniżej 1,38 mm i szerokości poniżej 2,46 mm. Barwa jej jest biała, przezroczysta, połysk słaby i jedwabisty, a kształt soczewkowaty, o niemal płaskiej do lekko wyniesionej skrętce. Występują mniej niż cztery lekko wypukłe skręty; pierwszy ma średnicę 0,5 mm, drugi 1 mm, a trzeci 1,58 mm. Protokoncha jest matowa, bez promienistych i spiralnych elementów. Na teleokonsze brak rzeźby spiralnej, a rzeźbę promienistą tworzą bardzo delikatne i słabo zaznaczone linie wzrostu.
Półksiężycowate ujście ma szerokość poniżej 1,25 mm i wysokość poniżej 1 mm. Niezmodyfikowany perystom ma lekko pogrubiałą i odgiętą powierzchnię wrzecionową oraz niepogrubiałe i nieodgięte powierzchnie podstawową i palatalną. Dołek osiowy jest otwarty i wąski, a jego okolica wklęsła. Ściana wrzeciona jest bardzo gruba.

## Rozprzestrzenienie
Gatunek orientalny, endemiczny dla Malezji i Borneo. Zasięgiem ograniczony jest do grup wzgórz wapiennych Bau w Sarawaku.